# Melanargia sexoculata
Melanargia sexoculata är en fjärilsart som beskrevs av Hoper 1910. Melanargia sexoculata ingår i släktet Melanargia och familjen praktfjärilar. Inga underarter finns listade i Catalogue of Life.